# Siegerland

Mapa da Alemanha. Em vermelho, a região de Siegerland.

Siegerland é uma região da Alemanha, localizada no sul da Vestfália, que abrange o antigo distrito (Landkreis) de Siegen, no estado Renânia do Norte-Vestfália, e o distrito de Altenkirchen, no norte do estado Renânia-Palatinado. Seu nome deriva do rio Sieg, que atravessa a região e é um afluente do rio Reno. A principal cidade da região é Siegen.